# Scano di Montiferro
Scano di Montiferro é uma comuna italiana da região da Sardenha, província de Oristano, com cerca de 1.725 habitantes. Estende-se por uma área de 60 km², tendo uma densidade populacional de 29 hab/km². Faz fronteira com Borore (NU), Cuglieri, Flussio (NU), Macomer (NU), Sagama (NU), Santu Lussurgiu, Sennariolo, Sindia (NU).